# Sternorrhyncha
Sous-ordre
Sternorrhyncha (les sternorrhynches ou sternorrhynques en français) est un sous-ordre d'insectes hémiptères caractérisé par la présence d'un rostre à insertion postérieure. On y trouve notamment les cochenilles.

## Caractéristiques
Un rostre est présent entre les coxa antérieures. Les ailes sont repliées en toit au repos. Les nervures des ailes sont simples (radius, media et cubitus basal fusionnés ; clavus avec max. une nervure anale). Les tarsomères sont réduits à un maximum de 2.
Tegma est aussi sclérifié que les alae[réf. nécessaire].

## Liste des familles
Selon ITIS (8 avril 2018) :
- super-famille Adelgoidea (ou Phylloxeroidea selon certaines classifications[2])
  - famille Adelgidae
  - famille Phylloxeridae
- super-famille Aleyrodoidea
  - famille Aleyrodidae Westwood, 1840
- super-famille Aphidoidea
  - famille Aphididae
  - famille Eriosomatidae
- super-famille Coccoidea Handlirsch, 1903
  - famille Aclerdidae
  - famille Asterolecaniidae Berlese, 1898
  - famille Coccidae Stephens, 1829
  - famille Conchaspididae
  - famille Dactylopiidae
  - famille Diaspididae Maskell, 1878
  - famille Eriococcidae
  - famille Kermesidae Signoret, 1875
  - famille Kermidae
  - famille Lacciferidae
  - famille Margarodidae Newstead, 1901
  - famille Ortheziidae Green, 1896
  - famille Pseudococcidae Heymons, 1915
- super-famille Psylloidea
  - famille Psyllidae

Selon BioLib (8 avril 2018) :
- super-famille Aleyrodoidea
- super-famille Aphidoidea
- super-famille Coccoidea Hennings, 1900
- super-famille Psylloidea
- super-famille Phylloxeroidea